# 哈爾伯特鎮區 (密歇根州)
哈爾伯特鎮區（英語：Hulbert Township）是位於美國密西根州契皮瓦縣的一個行政鎮區。

## 地方資料
哈爾伯特鎮區的面積為186.00平方千米，當中陸地面積為183.60平方千米，而水域面積為2.40平方千米。根據2020年美國人口普查的數據，當地共有人口171人，而人口密度為每平方千米0.92人。